# Stroïtel
Stroïtel (en russe : Строитель — en français « constructeur ») est une ville de l'oblast de Belgorod, en Russie, dans le raïon Iakovlevski. Sa population s'élevait à 24 104 habitants en 2020.

## Géographie
Stroïtel est située près de la rivière Vorskla, à 21 km au nord-ouest de Belgorod et à 558 km au sud de Moscou.

## Histoire
Stroïtel est fondée en 1958 en raison de la mise en exploitation prévue de la mine de Iakovlevski. Elle reçoit le statut de commune urbaine en 1960 et celui de ville en 2000.

## Population
Recensements (*) ou estimations de la population :
| 1970* | 1979* | 1989*  | 2002*  | 2010*  | 2012   | 2013   |
| ----- | ----- | ------ | ------ | ------ | ------ | ------ |
| 3 924 | 9 895 | 14 271 | 18 400 | 23 933 | 24 585 | 24 260 |

| 2014   | 2015   | 2016   | 2017   | 2018   | 2019   | 2020   |
| ------ | ------ | ------ | ------ | ------ | ------ | ------ |
| 24 192 | 24 185 | 24 322 | 24 526 | 24 392 | 24 038 | 24 104 |